# Lampropeltis getula
Lampropeltis getula är en ormart som beskrevs av den svneske botanikern och zoologen Carl von Linné 1766. Lampropeltis getula ingår i släktet kungssnokar, och familjen snokar. IUCN kategoriserar arten globalt som livskraftig.
Arten förekommer i stora delar av USA söder om en linje från södra Oregon till New York och fram till centrala Mexiko, inklusive halvön Baja California. Den vistas i låglandet och i bergstrakter upp till 2130 meter över havet. Habitatet varierar mellan barrskogar, prärien, buskskogar, våtmarker intill sjöar och öknar. Den vitbandade kungssnoken vilar i jordhålor, i bergssprickor eller gömd bakom olika föremål.
Från den 22 augusti 2022 klassas snoken som en invasiv art av EU. Detta framför allt eftersom den i södra Europa sprider sjukdomar och äter groddjur och fåglar.  Lampropeltis getula var vid tidpunkten för listningen relativt vanlig som sällskapsdjur i Sverige.

## Underarter
Arten delas in i följande underarter:
- L. g. californiae (Kalifornisk kedjesnok)
- L. g. floridana
- L. g. getula
- L. g. goini
- L. g. holbrooki
- L. g. meansi
- L. g. niger
- L. g. nigrita
- L. g. splendida
- L. g. sticticeps